# Pakuncen (Bojonegara)
Pakuncen is een bestuurslaag in het regentschap Serang van de provincie Banten, Indonesië. Pakuncen telt 3288 inwoners (volkstelling 2010).